# Runzeliger Ölkäfer
Der Runzelige Ölkäfer (Meloe rugosus), auch als Mattschwarzer Maiwurmkäfer oder Mattschwarzer Herbstölkäfer bezeichnet, ist eine Käferart aus der Gattung Meloe in der Familie der Ölkäfer (Meloidae). Die wärmeliebende Art ist in Mitteleuropa überall selten, wird aber in den vergangenen Jahren wieder etwas häufiger gefunden. Wie alle Ölkäfer hat er eine komplizierte Entwicklung, die Larven leben parasitisch bei bodenlebenden Wildbienen.

## Beschreibung
Die Art erreicht 6 bis 18 Millimeter Körperlänge. Wie alle Arten der Gattung ist Meloe rugosus von gedrungener Körpergestalt, die Hinterflügel sind vollkommen fehlend, die Flügeldecken verkürzt, so dass der Hinterleib zu großen Teilen frei liegt, und an der Naht auseinanderklaffend. Bei den Männchen ist der Hinterleib kürzer und breiter als bei den Weibchen (Sexualdimorphismus). Die Art ist rein schwarz gefärbt, ohne Metallglanz und ohne blauen oder violetten Metallschimmer. Am Kopf sind bei der Art die Fühler weder in der Mitte erweitert noch zum Ende hin verdickt, sie sind relativ dünn, die letzten Glieder immer länger als breit. Der quere Halsschild ist schmaler als der große Kopf und die Basis der Flügeldecken. Die Oberseite des Halsschildes ist gewölbt, sein Seitenrand stumpf gerandet, die Hinterecken sind in einem breiten Bogen abgerundet. Kopf und Halsschild sind deutlich anliegend schwarz behaart. Typisch für die Art ist die Oberflächenskulptur: Der Kopf und der Halsschild haben immer eine kräftige Längsmittelfurche. Der Kopf ist ungleichmäßig und grob punktiert, die Zwischenräume zwischen den Punkten sind glänzend. Auch der Halsschild ist dicht punktiert, die Flügeldecken auffallend grob gerunzelt, dabei schwach glänzend.

### Larve
Wie typisch für die Gattung besitzt die Art zwei in ihrer Gestalt ganz auffallend verschiedene Larvenstadien (Hypermetamorphose). Das als einziges frei lebende Larvenstadium ist das erste, Triungulinus genannt. Diese warten auf Blüten, oft zu Dutzenden gemeinsam, auf eine anfliegende Biene. Die Triungulinuslarven von Meloe rugosus sind nur 0,7 Millimeter lang und überwiegend gelb gefärbt, nur die Seiten und die Basis der Kopfkapsel und der Prothorax sind bräunlich. Der Prothorax ist etwa rechteckig, mit in Aufsicht geraden Seiten, der Kopf ist an seiner Basis am breitesten.  Die Borsten (Setae) sind am ganzen Körper dünn. Der Hinterleib ist von gleicher Breite wie Kopf und Rumpf, nach hinten etwas verengt, mit zwei sehr langen Schwanzborsten.

## Biologie und Lebensweise
Meloe rugosus gilt als typische Herbstart. Die Haupt-Aktivitätsperiode der imaginalen Käfer liegt in Mitteleuropa im Oktober bis November. Daneben gibt es eine zweite weniger bedeutende Aktivitätsperiode im Frühjahr, in Tirol von Februar bis April, in Italien von März bis Mai. Die imaginalen Käfer können dabei überwintern.
Weibchen legen Eigelege mit zahlreichen orange gefärbten Eiern im Boden ab, wobei das Weibchen eine Röhre gräbt, die mehr als körperlang ist. Das Gelege wird anschließend zugescharrt und so getarnt. Die Eiablage erfolgt überwiegend nachts. Jedes Weibchen kann bis zu zehn solcher Gelege nacheinander ablegen, dazwischen nimmt es Nahrung auf. Die Pause zwischen den einzelnen Gelegen beträgt etwa drei bis fünf Tage. Jedes Gelege umfasst mehr als tausend winzige Eier, maximal wurden pro Weibchen mehr als 25.000 abgelegte Eier abgeschätzt. Die Larven schlüpfen nach etwa 17 bis 21 Tagen. Sie verbleiben zwei bis drei Tage ruhig im Boden zum Aushärten der Kutikula und graben sich dann zur Oberfläche. Sie erklettern eine nahe gelegene, blühende Pflanze und warten dann in der Blüte bewegungslos.
Die Larven klammern sich an allen stärker behaarten Insekten fest, die die Blüte besuchen, und lassen sich von ihnen mittragen (Phoresie). Eine erfolgreiche Entwicklung ist aber nur dann möglich, wenn das Insekt ein bodennistendes Bienenweibchen ist, daraus resultieren sehr hohe Verluste durch nicht erfolgreiche Larven. Nachweise liegen unter anderem an Bienen der Gattungen Andrena (Sandbienen) und Halictus (Furchenbienen) vor, das Wirtsspektrum ist aber unzureichend bekannt. Die Triungulinus-Larve lässt sich im Erfolgsfall in den Bau der Biene tragen und geht dort auf den gesammelten Pollenvorrat über. Die späteren Larvenstadien bleiben in diesem Bau. Sie fressen den Nahrungsvorrat mitsamt dem Ei der Biene.
Die imaginalen Käfer sind pflanzenfressend. Sie werden auf krautigen Arten beobachtet, bevorzugt Korbblütlern.

## Habitat
Die Art gilt als eher mesophil, sie meidet extrem trockene Habitate. Meloe rugosus bevorzugt im Mitteleuropa Wiesen in Flusstälern, oft Auenwiesen, die regelmäßig überschwemmt werden. Sie tritt bevorzugt auf sandigen Böden auf, die meist nicht ganz deckend mit Gräsern bewachsen sind. Daneben kommt sie auch auf Trockenrasen und sekundären Lebensräumen wie Sand- oder Kiesgruben gelegentlich vor. Es gibt in Österreich auch Nachweise aus Laubwäldern. In Tirol tritt sie auch im Gebirge, von 550 bis etwa 1000 Meter Meereshöhe, auf. Am nördlichen Arealrand, so in Thüringen, bevorzugt sie Wärmegebiete wie den Kyffhäuser und den südlichen Harzrand.

## Verbreitung
Meloe rugosus ist eine Art der Westpaläarktis. Sie lebt in West-, Mittel- und Südeuropa und im angrenzenden Westasien, östlich bis zum Kaukasus und dem Süden Russlands. Sie kommt in Europa, selten, nach Norden bis Südengland vor. In der Türkei ist sie sehr selten (nur Bilecik und Bolu).
Eine Reihe älterer Angaben für die Art sind fehlerhaft, da sie im Mittelmeerraum früher oft mit Meloe mediterraneus verwechselt worden ist. So kommt sie, entgegen älterer Literaturangaben, nicht in Nordafrika vor. Funde aus Marokko, die früher der Art zugeschrieben wurden, wurden als neue Art Meloe baarmani beschrieben.
In Deutschland kommt der Ölkäfer in der Mitte und im Süden, etwa bis zum Nordrand der Mittelgebirge, vor. Die Nordgrenze der Verbreitung liegt in den Kalkmagerrasen des Diemelgebiets, im Dreiländereck der Bundesländer Nordrhein-Westfalen, Hessen und Niedersachsen, im Südharz in Thüringen und im Elbetal bei Dessau und Wittenberg in Sachsen-Anhalt.
Die Art galt zeitweise in Deutschland als vom Aussterben bedroht. So fehlten etwa in Sachsen jahrzehntelang Nachweise, bis sie in der Gegend von Dresden Ende der 1970er Jahre wieder auftauchte. Inzwischen tritt sie auch in Sachsen wieder verbreiteter auf.

## Phylogenie
Innerhalb der Gattung Meloe gehört Meloe rugosus in die Untergattung Eurymeloe Reitter, 1911 und bildet darin, mit einer Reihe ähnlicher Art, die rugosus-Artengruppe. Einige Entomologen betrachteten, dem Coleopterologen Richard Brent Selander folgend, Eurymeloe zeitweise als eigenständige Gattung, diese Sichtweise hat sich nicht durchgesetzt. Es handelt sich um eine artenreiche Gruppe mit etwa 50 Arten, die alle paläarktisch verbreitet sind.